# Canneto sull'Oglio
Canneto sull'Oglio là một đô thị tại tỉnh Mantova trong vùng Lombardia của Italia, có vị trí cách khoảng 100 km về phía đông nam của Milano và khoảng 35 km về phía tây của Mantova. Tại thời điểm ngày 31 tháng 12 năm 2004, đô thị này có dân số 4.565 người và diện tích là 25,9 km².
Đô thị Canneto sull'Oglio có các frazioni (các đơn vị trực thuộc, chủ yếu là các làng) Bizzolano and Runate.
Canneto sull'Oglio giáp các đô thị: Acquanegra sul Chiese, Asola, Calvatone, Casalromano, Drizzona, Isola Dovarese, Piadena.